# Oravce
Oravce (maďarsky Oróc) jsou obec v okrese Banská Bystrica na Slovensku. Leží ve Zvolenské kotlině.

## Historie
Původní obyvatelé obce pocházeli z Oravy. První písemná zmínka pochází z roku 1557.